# Менчерепское сельское поселение
Менчере́пское се́льское поселе́ние — упразднённое муниципальное образование в составе Беловского района Кемеровской области. Административный центр — село Менчереп.
С 1 июня 2021 года упразднено в связи с преобразованием муниципального района в муниципальный округ.

## История
Евтинское сельское поселение образовано 17 декабря 2004 года в соответствии с Законом Кемеровской области № 104-ОЗ.

## Население
| 2010  | 2011  | 2012  | 2013  | 2014  | 2015  | 2016  |
| ----- | ----- | ----- | ----- | ----- | ----- | ----- |
| 2203  | ↘2202 | ↗2216 | ↘2174 | ↘2152 | ↘2135 | ↘2120 |
| 2017  | 2018  | 2019  | 2020  | 2021  |       |       |
| ↘2079 | ↘2056 | ↘2024 | ↘1941 | ↘1822 |       |       |

## Состав сельского поселения
| № | Населённый пункт | Тип населённого пункта       | Население |
| - | ---------------- | ---------------------------- | --------- |
| 1 | Дунай-Ключ       | посёлок                      | 288       |
| 2 | Задубровский     | посёлок                      | 167       |
| 3 | Камешек          | посёлок                      | 66        |
| 4 | Коротково        | деревня                      | 389       |
| 5 | Менчереп         | село, административный центр | 1108      |
| 6 | Хахалино         | деревня                      | 185       |